# Val di Rhêmes

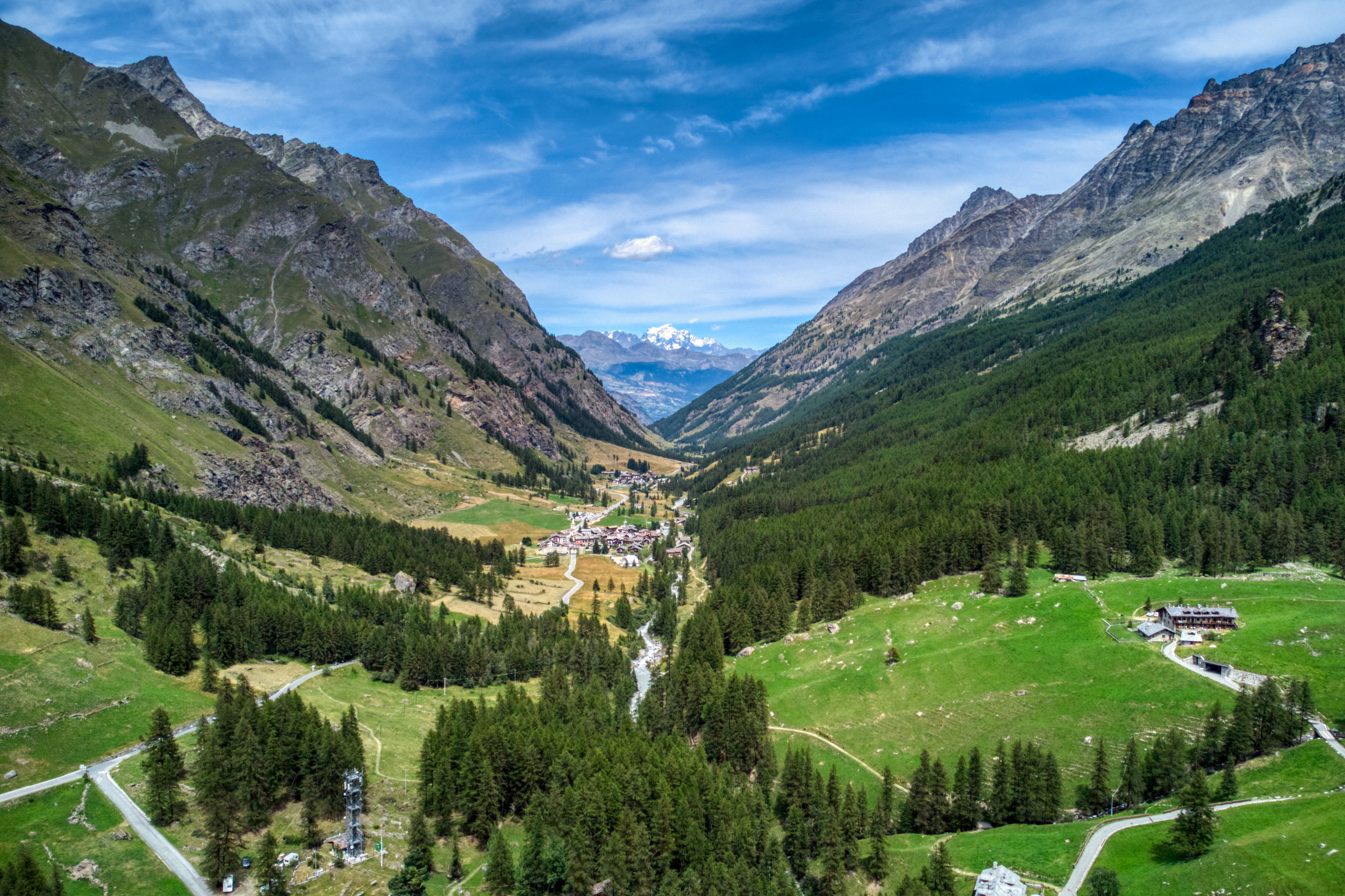
Val di Rhêmes, estate 2023

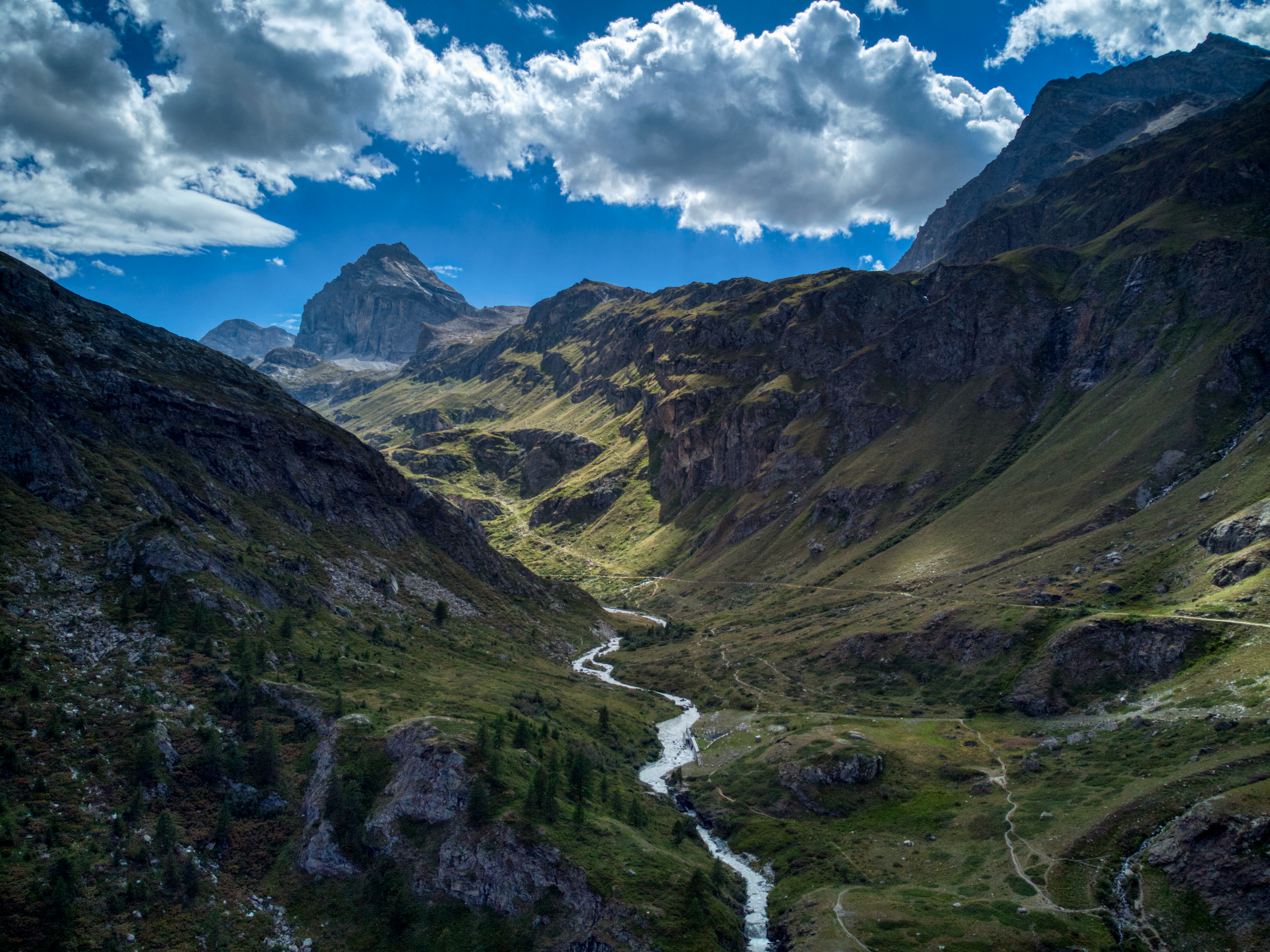
Veduta dell'alta valle di Rhêmes e della Granta Parey, di cui questa vetta è il simbolo (estate 2023).

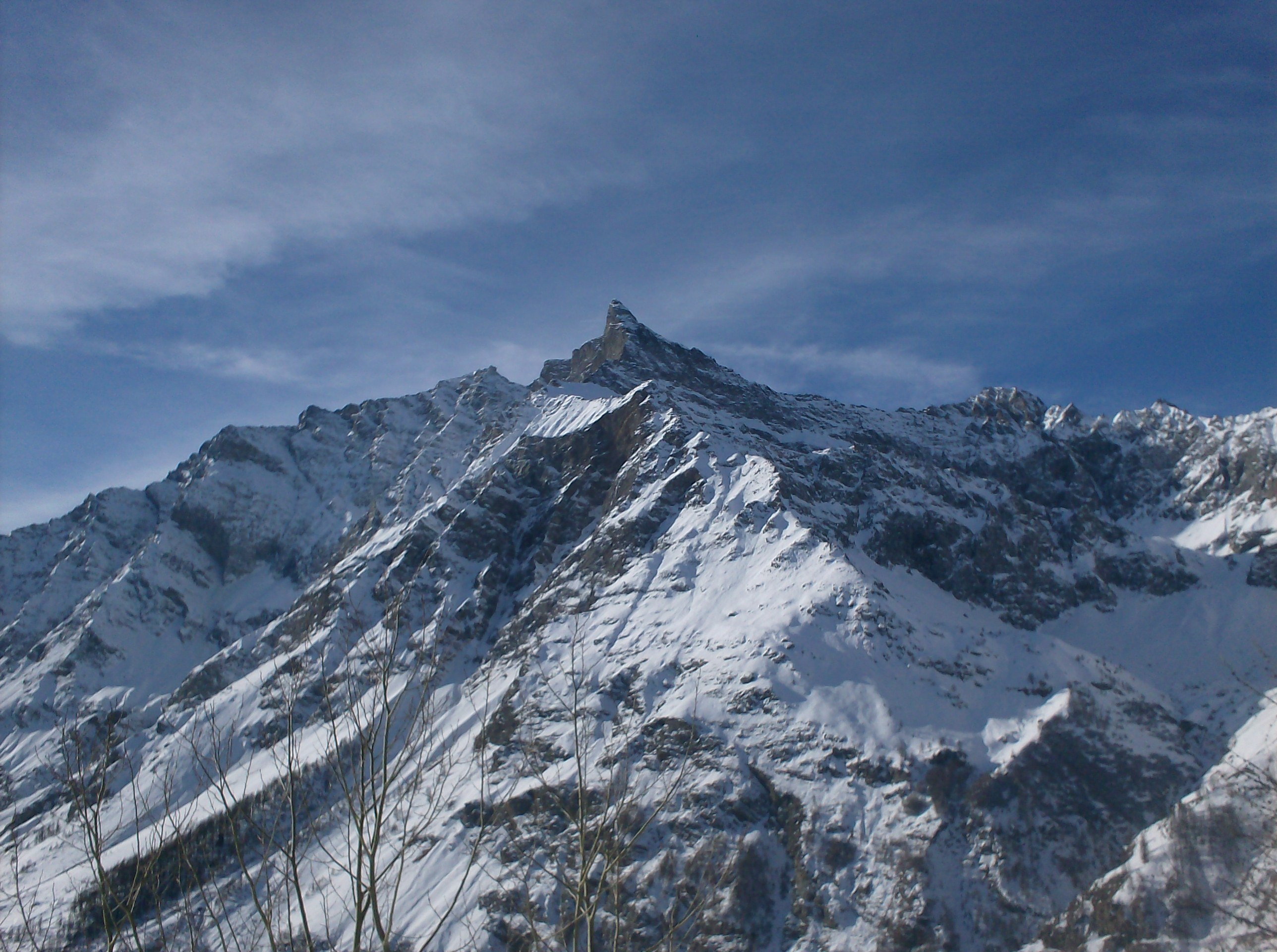
Grande Rousse

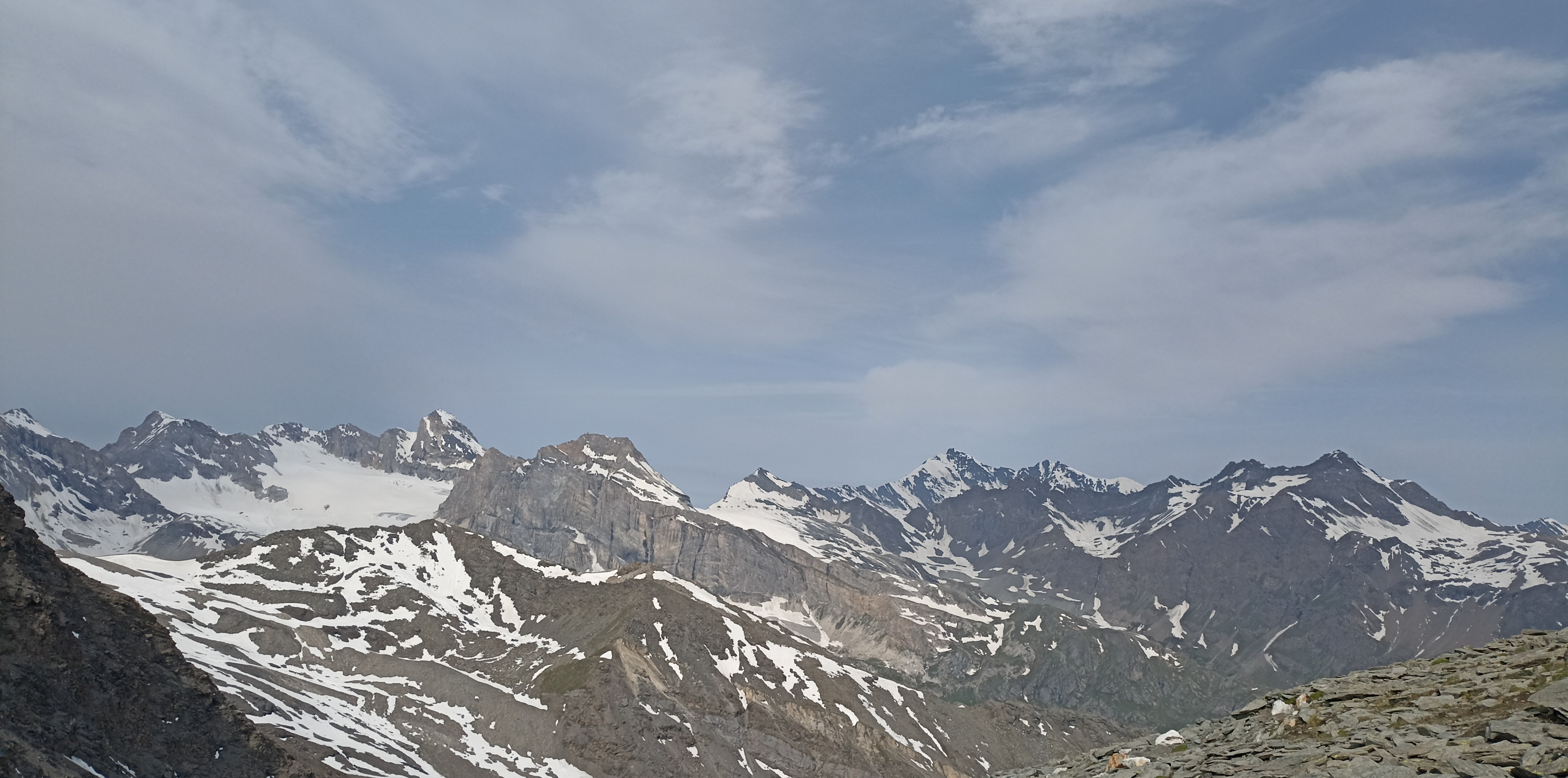
Le montagne principali della valle viste dal col Rosset.

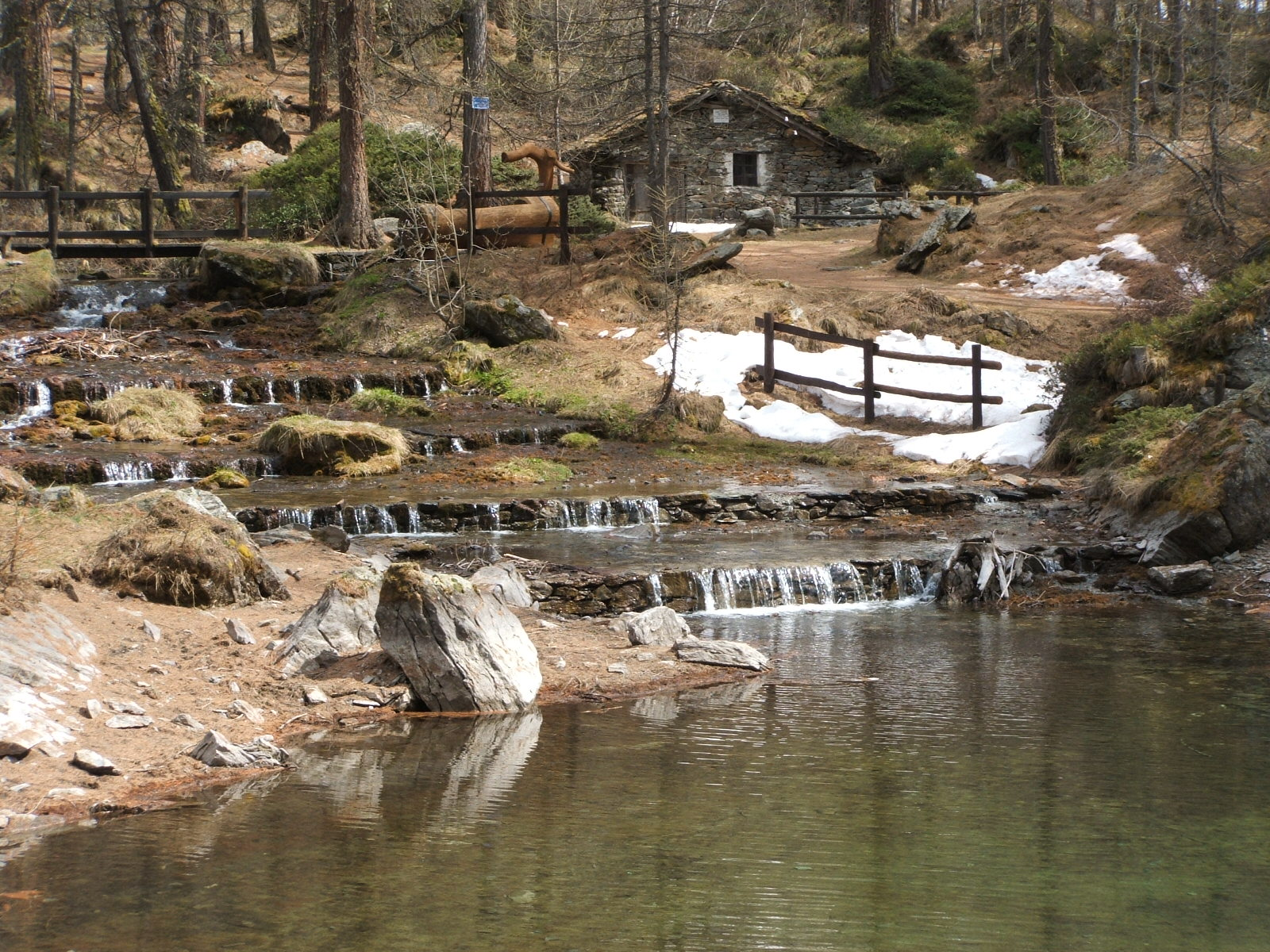
Il lago Pellaud e la centrale idroelettrica, vicino a Rhêmes-Notre-Dame

La Val di Rhêmes (pron. fr. AFI: [ʁɛm]; in francese, val de Rhêmes) è una valle laterale della Valle d'Aosta, solcata nel fondovalle dal torrente Dora di Rhêmes che segna il confine del Parco Nazionale del Gran Paradiso. Su di essa si estendono i comuni di Rhêmes-Saint-Georges e Rhêmes-Notre-Dame.

## Geografia
La Val di Rhêmes appartiene al bacino idrografico destro della Dora Baltea. Si trova tra la Valsavarenche (ad est) e la Valgrisenche (ad ovest). Nel comune di Introd (a nord) la valle si congiunge con la Valsavarenche, poco prima di arrivare al fondo valle. A sud la valle arriva al confine con la Francia.

### Orografia
I monti principali che contornano la valle sono:
- Grande Rousse - 3.607 m - sullo spartiacque con la Valgrisenche
- Tsanteleina - 3.606 m - sul confine con la Francia
- Grande Traversière - 3.496 m - sullo spartiacque con la Valgrisenche
- Punta Calabre - 3.445 m - sul confine con la Francia
- Cima dell'Aouillé - 3.445 m - sullo spartiacque con la Valsavarenche
- Mont Taou Blanc - 3.438 m - sullo spartiacque con la Valsavarenche
- Gran Vaudala - 3.272 m - sullo spartiacque con la Valsavarenche e la Valle dell'Orco
- Cima di Entrelor - 3.430 m - sullo spartiacque con la Valsavarenche
- Punta Bioula - 3.414 m - sullo spartiacque con la Valsavarenche
- Granta Parey - 3.386 m - è ritenuta la montagna simbolo della valle.
- Punta di Galisia (Pointe de Galise) - 3.345 m - sul confine con la Francia
- Becca della Traversière (Bec de la Traversière) - 3.337 m - sul confine con la Francia ed all'inizio dello spartiacque con la Valgrisenche
- Becca de Tos - 3.302 m - sullo spartiacque con la Valgrisenche
- Pointe de la Golette - 3.256 m - sul confine con la Francia
- Becca Tey - 3184 m - sullo spartiacque con la Valgrisenche
- Punta di Rabuigne - 3.261 m - sullo spartiacque con la Valgrisenche

### Valichi alpini
La valle non ha facili comunicacazioni con le vallate vicine. I valichi alpini principali sono:
- Colle della Grande Rousse - 3.500 m - verso la Valgrisenche
- Colle di Bassac - 3.153 m - verso la Valgrisenche
- Col de la Golette - 3.120 m - verso la Tarantasia
- Colle di Rhêmes - 3.101 m - verso la Tarantasia
- Col Bassac Déré - 3.082 m - verso la Valgrisenche
- Col Rosset - 3.025 m - verso la Valle dell'Orco e la Valsavarenche
- Col de l'Entrelor 3.002 m - verso la Valsavarenche
- Col de Sort - 2.967 m - verso la Valsavarenche
- Col Fenêtre - 2.840 m - verso la Valgrisenche

## Centri abitati
- Rhêmes-Saint-Georges - 1.218 m
- Rhêmes-Notre-Dame - 1.723 m

## Turismo
Per favorire l'ascensione ai monti della valle e l'escursionismo in alta quota la valle è dotata del rifugio alpino
Gian Federico Benevolo, situato a quota 2.285 m costituisce un'importante base di partenza in particolare per le ascensioni scialpinistiche e per coloro i quali percorrono l'alta via Alta via della Valle d'Aosta n. 2.